# Nowe Ostrowy (Łódź)
Pour les articles homonymes, voir Nowe Ostrowy.
Nowe Ostrowy (prononciation [ˈnɔvɛ ɔsˈtrɔvɨ]) est un village de la gmina de Nowe Ostrowy, du powiat de Kutno, dans la voïvodie de Łódź, situé dans le centre de la Pologne.
Le village est le siège administratif (chef-lieu) de la gmina appelée gmina de Nowe Ostrowy.
Il se situe à environ 14 kilomètres au nord-ouest de Kutno (siège du powiat) et 61 kilomètres au nord de Łódź (capitale de la voïvodie).

## Administration
De 1975 à 1998, le village était attaché administrativement à l'ancienne voïvodie de Płock.

Depuis 1999, il fait partie de la nouvelle voïvodie de Łódź.